# Ryōta Isomura
Ryōta Isomura (磯村 亮太?, Isomura Ryōta; Seto, 16 marzo 1991) è un ex calciatore giapponese, di ruolo centrocampista.

## Carriera
Ha giocato nella prima divisione giapponese.

## Palmarès

### Club

#### Competizioni nazionali
- J.League Division 1: 1

Nagoya Grampus: 2010
- Supercoppa del Giappone: 1

Nagoya Grampus: 2011